# Висока могила (защитена местност)
Вижте пояснителната страница за други значения на Висока могила.
Висока могила е защитена местност в България с площ 164,3 хектара и попада на територията на общините Ботевград и Правец, като обхваща част от землищата на селата Боженица, Скравена, Калугерово и Правешка Лакавица. Първоначално, на 30 юли 1986 г. е обявена като буферна зона на поддържан резерват Училищната гора.
На 12 юли 2007 г. е прекатегоризирана в защитена местност, като се запазват обхвата, границите и режимите.
В защитената местност за забранява:
- строителството на сгради и пътища от републиканската пътна мрежа;
- разкриване на кариери, изменянето на водния режим, замърсяването с химически вещества, промишлени и битови отпадъци;
- лагеруване и палене на огън извън определените места;
- ловуване;
- залесяването с неприсъщи за района дървесни видове.[2]

В защитената местност се разрешава:
- извеждане на сечи, предвидени в горите със специално предназначение;
- провеждане на ловностопански мероприятия;
- паша на домашни животни /без кози/ в определените площи;
- косене на сено и селскостопанска дейност традиционно провеждана в района.[2]